# 782
El 782 (DCCLXXXII) fou un any comú iniciat en dimarts pertanyent a l'edat mitjana.

## Esdeveniments
- Difusió del moviment de l'adopcionisme al llarg dels Pirineus pel bisbe d'Urgell.
- Alcuí de York encapçala la reforma cultural carolíngia.
- Massacre de Verden, en la qual les tropes de Carlemany executen més de 4.000 presoners saxons.[1]